# Elephantomyia tayloriana
Elephantomyia tayloriana là một loài ruồi trong họ Limoniidae. Chúng phân bố ở miền Australasia.